# Calamaria margaritophora
Espèce
Synonymes
- Calamaria maculolineata Peters, 1863
- Calamaria hoevenii Edeling, 1870

Statut de conservation UICN

 DD  : Données insuffisantes
Calamaria margaritophora  est une espèce de serpents de la famille des Colubridae.

## Répartition
Cette espèce est endémique de Sumatra en Indonésie.

## Publication originale
- Bleeker, 1860 : Over de reptilien-fauna van Sumatra. Natuurkundig tijdschrift voor Nederlandsch Indië, Batavia, vol. 21, p. 284-298 (texte intégral).